# Zimmer 483
Zimmer 483 (Habitació 483) és el segon àlbum del grup de música alemany Tokio Hotel.

## Cançons

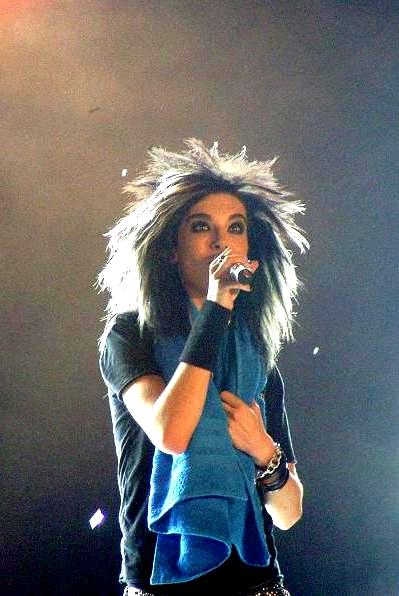
Bill Kaulitz, el cantant del grup

| #   | Títol                          | Duració |
| --- | ------------------------------ | ------- |
| 1.  | "Übers Ende der Welt"          | 3:33    |
| 2.  | "Totgeliebt"                   | 3:42    |
| 3.  | "Spring Nicht"                 | 4:09    |
| 4.  | "Heilig"                       | 4:03    |
| 5.  | "Wo Sind Eure Hände"           | 3:37    |
| 6.  | "Stich Ins Glück"              | 4:05    |
| 7.  | "Ich Brech Aus"                | 3:24    |
| 8.  | "Reden"                        | 3:13    |
| 9.  | "Nach Dir Kommt Nichts"        | 3:14    |
| 10. | "Wir Sterben Niemals Aus"      | 2:59    |
| 11. | "Vergessene Kinder"            | 4:34    |
| 12. | "An Deiner Seite (Ich Bin Da)" | 4:24    |
| 13. | "Wir Schliessen Uns Ein"       | 3:15    |
| 14. | "Monsoon"                      | 4:02    |
| 15. | "Ready, Set, Go!"              | 3:34    |